# Pseudadoretus fallax
Pseudadoretus fallax är en skalbaggsart som beskrevs av Semenov 1890. Pseudadoretus fallax ingår i släktet Pseudadoretus och familjen Rutelidae. Inga underarter finns listade i Catalogue of Life.